# Relaciones Grecia-Turquía
Las relaciones entre Grecia y Turquía se refieren a las relaciones diplomáticas formales entre la República Helénica y la República de Türkiye iniciadas con la proclamación de la república turca en 1923, aunque previamente los estados predecesores de ambos países ya habían mantenido relaciones diplomáticas formales.

## Historia

### Primeros intercambios
El intercambio cultural entre Grecia y Turquía puede retrotraerse históricamente a la llegada de los primeros pueblos túrquicos, por lo que puede señalarse la llegada de los köktürk del Kanato túrquico a la península de Anatolia, entonces dominada por el Imperio bizantino, cuya élite era culturalmente griega.
Sin embargo, tradicionalmente se suele considerar la llegada de los selyúcidas a Anatolia en el siglo X como la llegada de los predecesores de los otomanos y por tanto de los turcos actuales a las regiones dominadas por los griegos bizantinos y los georgianos. Más concretamente, esto se dio en la batalla de Kapetron de 1043, si bien el conflicto directo con Bizancio se suele situar en la Batalla de Manzikert de 1071.
A lo largo de 4 siglos, el alza de las dinastías túrquicas coincidirá con la decadencia del Imperio bizantino hasta llegar a la Caída de Constantinopla en 1453, que acabó definitivamente con el Imperio bizantino y convirtió al Imperio otomano en un actor de primer orden en el plano sociomilitar europeo.

### Conquista otomana de Grecia
Tras la toma de Constantinopla, los otomanos tomaron los estados menores de la península griega como el Ducado de Atenas (1458) o el Despotado de Morea (1460). Durante las siguientes décadas tomarían más lentamente los pequeños dominios montañosos e insulares como las Islas Jónicas (1479-1481 y 1485-1500), Rodas (1522) o Chipre (1571). Algunas pequeñas islas y fortalezas quedaron fuera del dominio otomano por ser parte de los intereses venecianos o genoveses. Todo el resto, se convirtió en la Grecia otomana, distribuida en varios eyalatos.
Tras algún intento infructuoso en el siglo XVIII, en el siglo XIX, se dará la guerra de Independencia de Grecia que conseguirá la independencia de facto de gran parte de Grecia en 1822 y el reconocimiento tácito en 1929. En 1932, con la conversión del gobierno provisional de la Primera República helénica en el Reino de Grecia, se establecerán relaciones diplomáticas formales entre Grecia y el Imperio otomano.

### Relaciones entre Grecia y el Imperio otomano
Inicialmente, el Sublime Estado Otomano fue reacio a reconocer oficialmente al Reino de Grecia, para ellos un territorio insurrecto propio. Finalmente, a finales de la década de 1830, con Grecia totalmente independizada y reconocida internacionalmente, acabaron reconociendo al estado y en 1840 nombraron a su primer embajador en Atenas, el griego otomano Konstantinos Mousouros.
Las relaciones bilaterales fueron por lo general bastante tensas, dándose una primera interrupción de ellas apenas 14 años después del establecimiento del embajador, en 1854, cuando los otomanos expulsaron a todos los diplomáticos griegos después de que el gobierno de éstos apoyase implícitamente los movimientos revolucionarios griegos en Creta, Chipre y, en concreto en ese año, la rebelión macedonia aprovechando que los otomanos se encontraban inmersos en la Guerra de Crimea.
Esta política de Grecia respondía a la Gran Idea, un postulado del primer panhelenismo por lo que el nuevo estado griego esperaba recuperar territorialmente gran parte del dominio occidental del antiguo imperio bizantino basándose en que era territorio habitado por griegos étnicos. A su vez, los otomanos estaban afectados por la Cuestión Oriental, comenzada justamente tras la independencia griega, por la que las grandes potencias europeas catalogaban al Imperio otomano del hombre enfermo de Europa y empezaban a confabular cómo tratar los irredentismos de los pueblos, naciones y estados resultantes de la posible desaparición de este Imperio.
Durante la Guerra ruso-turca (1877-1878), Grecia quiso tomar parte en la misma con el fin de expandir sus fronteras. Si bien no pudo participar en la misma, el Congreso de Berlín le adjudicó partes de Tesalia y Epiro que hasta entonces no dominaba. Además, el resultado de la guerra precipitó las revoluciones en Macedonia y Epiro.
Las numerosas revueltas en Creta acabaron desembocando en la guerra de los Treinta Días entre Grecia y el Imperio otomano que, si bien fue perdida por los griegos, consiguieron que los otomanos confiriesen mayor autonomía a la isla de mayoría griega, que al año siguiente, 1898 estableció de facto el Estado de Creta.
En 1912, tras la derrota otomana en la guerra ítalo-turca, Grecia se unió a la Liga Balcánica que pronto comenzó la primera guerra de los Balcanes, en las que Grecia pudo ocupar la mayoría de las islas del Egeo y ampliar sus fronteras hacia el Norte, dejando de tener frontera con los otomanos para llegar a tenerla con Serbia y Bulgaria.

#### Primera Guerra Mundial y fin del Imperio otomano
El comienzo de la Primera Guerra Mundial produjo en Grecia el Cisma nacional, donde las autoridades reales querían apoyar a las Potencias Centrales, mientras que el gobierno de defensa nacional quería hacer lo mismo con los Aliados. Tras las Vísperas Griegas, el Gobierno provisional de Defensa Nacional obligó a abdicar a Constantino I y exiliarse junto al príncipe heredero Jorge, llegando al trono Alejandro I, segundo hijo de Constantino, que metió a Grecia en la guerra del bando de los Aliados, siendo especialmente de ayuda en el Frente macedonio. Con la victoria aliada en la guerra, Grecia recibió Tracia Occidental, Tracia Oriental y zonas costeras de Esmirna.
No satisfechos con las ganancias y creyendo al Imperio otomano un enemigo ya derrotado, los griegos iniciaron la guerra de Asia Menor, consiguiendo con ello perder sus ganancias en Esmirna y, según apuntan algunos historiadores como Toynbee, ayudó al establecimiento del Movimiento Nacional Turco, al ver la población turca esta guerra como una guerra para salvaguardar su tierra natal (Anatolia) de una invasión foránea.
Entre 1922 y 1923, el parlamento otomano abolió el Sultanato otomano, finalizando el Imperio otomano y creando la República de Turquía, reconocida internacionalmente por el Tratado de Lausana del 24 de julio de 1923.

### Relaciones entre Grecia y Turquía
Las relaciones entre el entonces todavía Reino de Grecia y la nueva República de Turquía comenzaron con el intercambio de poblaciones griegas y turcas, que se calcula que afectó a 1,5 millones de griegos que hasta entonces vivían en Anatolia para reubicarse en Grecia y de medio millón de musulmanes que vivían en Grecia que debieron reubicarse en Turquía.
Después del intercambio de poblaciones, aunque aun se mantenían diferendos sobre la valoración de estas, las autoridades de ambos países pensaron en finalizar la hostilidad que había imperado en las relacines diplomáticas hasta ese momento. Con esto en mente, los ejecutivos de Eleftherios Venizelos en Grecia y los de Mustafa Kemal Atatürk e İsmet İnönü en Turquía, llevaron a cabo negociaciones que desembocarían en la firma de tratados en 1930, que restablecieron totalmente las relaciones diplomáticas y firmaron, por primera vez en su historia, una alianza de facto entre Grecia y Turquía (estuvieron previamente en el mismo bando durante la segunda guerra de los Balcanes sin ninguna alianza que lo mediase). También en estos acuerdos se ratificaron las fronteras firmadas en Lausana siete años antes.
En 1934, ambos países firmaron el Pacto de los Balcanes, un acuerdo de apoyo multilateral junto con Yugoslavia y Rumanía para protegerse de una posible agresión de Bulgaria o Hungría. El mismo año, Venizelos propuso a Atatürk para el Premio Nobel de la Paz (lo ganaría Arthur Henderson).
En 1936, se firmaría la Convención de Montreux que devolvía a Turquía el control sobre los estrechos del Bósforo y los Dardanelos, Grecia fue uno de los garantes. En 1938 firmaron los acuerdos de Salónica, por los que se reconocías mutuamente la capacidad de remilitarizar la zona desmilitarizada en la frontera acordada en Lausana.
En 1941, durante la Ocupación de Grecia por las fuerzas del Eje, la neutralidad de Turquía permitió que el Reino Unido diese el visto bueno a abrir los estrechos para que barcos con grano se dirigiesen a Atenas para paliar la Gran Hambruna. La operación fue financiada por la Asociación de Ayuda en Tiempos de Guerra Grecoamericana y la Unión Helénica de Constantinopolitanos y ejecutada por la Medialuna Roja Turca usando el Kurtuluş.
Debido a la rápida desocupación del país y el vacío de poder generado, se dio la guerra civil griega. En 1952, ambos países se unieron a la OTAN. Y en 1953 firmaron junto con Yugoslavia el nuevo Pacto de los Balcanes (el anterior quedó anulado en la Segunda Guerra Mundial).
Sin embargo, no todo fueron buenas acciones. La derrota italiana en la Segunda Guerra Mundial provocó la devolución del archipiélago del Dodecaneso a Grecia, pero Turquía lo consideraba propio al haberlo perdido el Imperio otomano frente a los italianos en 1912. A finales de la década de 1950, la independencia de Chipre del Reino Unido, provocó una rápida postura política en favor de la enosis por parte de ambos gobiernos griegos, lo que enfureció a los turcos que apoyaron la sublevación de la población turca de la isla, lo que a la larga cimentó la creación del Estado Federado Turco de Chipre (predecesor de la actual República Turca del Norte de Chipre).
Otro punto de fricción fue la Convención de las Naciones Unidas sobre el Derecho del Mar, también de finales de los 50 aunque se prolongó hasta bien entrados los 80, pues la nueva convención sobre las aguas territoriales afectaba enormemente a Turquía, al tener numerosas islas griegas frente a sus costas, lo que le dejaba virtualmente sin aguas territoriales más allá de las costeras.
En la década de los 80, la tensión era palpable y motivó varios incidentes como el del río Evros de 1986 o la crisis del Egeo de 1987.
En los 90, se vivió una nueva crisis sobre los islotes de Imia (Kardak para los turcos), dos islotes deshabitados que ambos países reclaman como propios. Durante esta década, Grecia llevará a cabo una activa labor diplomática de cooperación con países vecinos de Turquía como Siria (1995) o Irán y Armenia (1998).
Sí se han dado acuerdos positivos como la cooperación en políticas frente a terremotos.

## Temas de diferendo

### Disputa del Egeo
A día de hoy, ambos países no han llegado a una solución satisfactoria para ambos de la disputa del Egeo.

### Chipre
La postura de Grecia es tajante en su apoyo a Chipre y la oposición de ambos al soporte que Turquía ofrece al estado con reconocimiento limitado de Chipre del Norte.

### Unión Europea
Grecia es miembro de la Unión Europea desde 1981 y Chipre desde 2004. Turquía presentó su solicitud de entrada en 1987 y en 1999 se convirtió en un candidato oficial. Las negociaciones de adhesión comenzaron en 2005 pero llevan estancadas desde 2016.
Gran parte de los problemas que impiden a Turquía ser miembro de la Unión Europea son la negativa de Grecia y Chipre por la cuestión chipriota (cualquier miembro de la UE tiene veto sobre los nuevos estados a incorporarse), el trato turco a las minorías así como la política migratoria turca.